# Pont de l'Illa
El Pont de l'Illa (en letó:  Salu tilts) és una estructura que es localitza a Riga capital de Letònia, es tracta d'un pont que creua el riu Daugava. Va ser construït durant els anys 1975-1977.

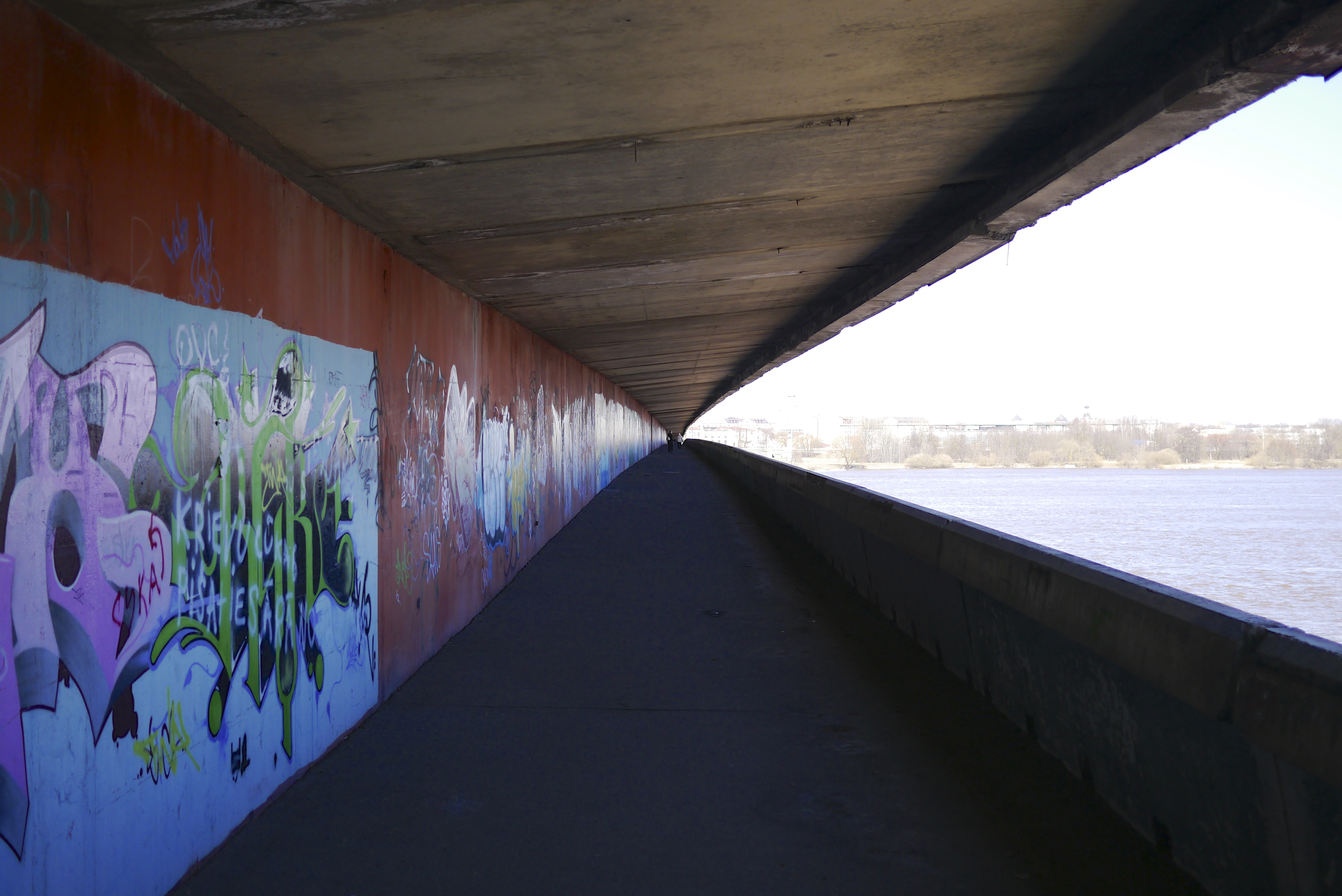
Pas de vianants sota la calçada del pont.

Els pilars col·locats tenen un diàmetre d'1,5 metres i amb una profunditat de 30 metres. Existeixen passos de vianants per sota la calçada. El disseny va ser realitzat pels instituts de Disseny de Leningrad «Ļengiprotrans» i el «Pilsētprojekts».